# Giovanni Battista Visconti (archeologo)
Giovanni Battista Visconti (1722 – 2 settembre 1784) è stato un archeologo italiano, conosciuto anche come Giovanni Battista Antonio Visconti.

## Biografia
Dopo le tragiche vicende della morte di Johann Joachim Winckelmann (1768), Visconti gli succedette alla carica di Commissario delle Antichità di Roma. Il suo compito principale fu quello di riorganizzare i Musei Vaticani, conferendo loro lo stampo eminentemente neoclassico che li avrebbe caratterizzati fino ai giorni nostri. Collaborò sostanzialmente all'inventarizzazione delle antiche opere scultoree del Museo Pio-Clementino.
In età matura appoggiò gli sforzi del figlio, il più noto Ennio Quirino Visconti, il quale avrebbe continuato il lavoro del padre.

## Fonti
- Geocities, su geocities.com. URL consultato il 26 giugno 2007 (archiviato dall'url originale il 29 agosto 2009).
- (EN) Ennio Quirino Visconti. HighBeam Encyclopedia), su encyclopedia.com.